# Litodamus olga
Litodamus olga är en spindelart som beskrevs av Harvey 1995. Litodamus olga ingår i släktet Litodamus och familjen Nicodamidae.
Artens utbredningsområde är Tasmanien. Inga underarter finns listade i Catalogue of Life.